# Favorito
 (juillet 2025).
Favorito est le cheval favori du roi Charles-Albert de Savoie ; d'origine anglaise, il est de robe isabelle. Il est l'un des rares chevaux royaux à avoir été naturalisés, et est depuis exposé dans l'Armurerie royale de Turin.

## Histoire
Ce cheval devient le favori de Charles-Albert de Savoie durant ses dernières années de vie. Il le chevauche durant la bataille de Novare. Bien que certaines sources anciennes affirment qu'il ait rejoint son cavalier dans son exil volontaire à Porto, cette information est sans fondement d'après l'historienne Giorgia Corso.
Favorito est présent durant toute la cérémonie funèbre du roi en 1849.
Le 20 avril 1866, alors que le cheval a environ trente ans, l'écuyer du roi demande au directeur de l'Armurerie royale de Turin de prendre des dispositions pour abattre et faire empailler Favorito, en vue de l'exposer dans la Galerie royale des Armes.

## Description
Favorito est un cheval de couleur isabelle (« marron clair »), avec une étoile blanche sur le front. Il est d'origine anglaise.

## Héritages et honneurs

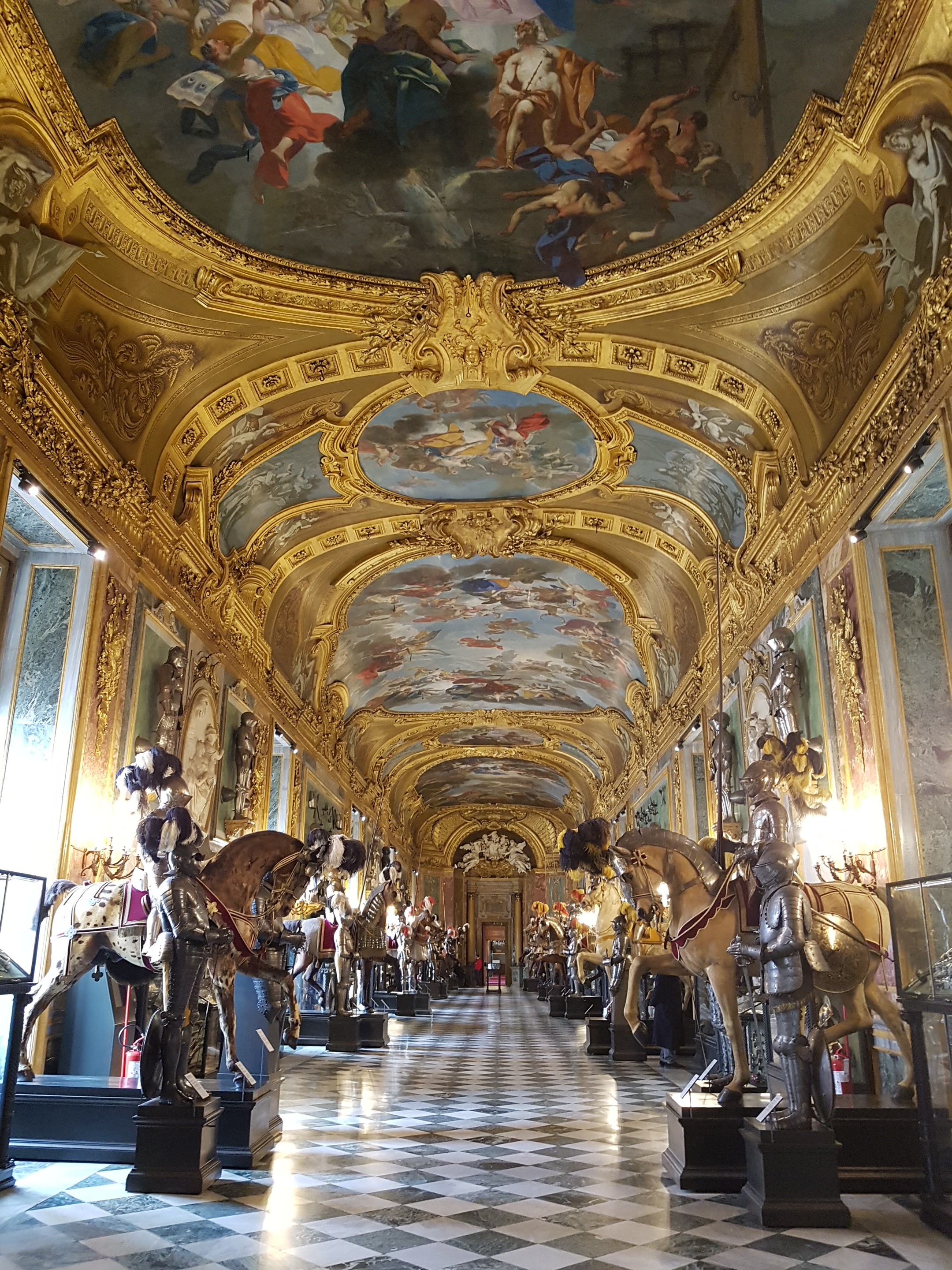
Vue générale des chevaux empaillée de l'Armurerie royale de Turin.

La dépouille naturalisée de Favorito arrive en 1867 à l'Armurerie royale de Turin. Elle est composée d'une structure en bois en plusieurs blocs, de barres métalliques dans les jambes, et d'yeux de verre. Le cheval est équipé comme pour les guerres de 1848-1849,. Ce cheval naturalisé a été restauré en 2022.
Ce cheval est aussi immortalisé en sculpture par Giovanni Tamone.